# Diocesi di Nakhon Ratchasima
La diocesi di Nakhon Ratchasima (in latino: Dioecesis Nakhonratchasimaensis) è una sede della Chiesa cattolica in Thailandia suffraganea dell'arcidiocesi di Thare e Nonseng. Nel 2021 contava 6.856 battezzati su 5.339.355 abitanti. È retta dal vescovo Joseph Chusak Sirisut.

## Territorio
La diocesi comprende le province thailandesi di Buri Ram, Chaiyaphum e Nakhon Ratchasima.
Sede vescovile è la città di Nakhon Ratchasima, dove si trova la cattedrale di Nostra Signora di Lourdes.
Il territorio è suddiviso in 35 parrocchie.

## Storia
Il vicariato apostolico di Nakhorn-Rajasima fu eretto il 22 marzo 1965 con la bolla Cum Populus Dei di papa Paolo VI, ricavandone il territorio dal vicariato apostolico di Ubon (oggi diocesi di Ubon Ratchathani).
Il 18 dicembre dello stesso anno il vicariato apostolico fu elevato a diocesi con la bolla Qui in fastigio dello stesso papa Paolo VI.
Il 2 luglio 1969 per effetto del decreto Cum Excellentissimus della Congregazione per l'evangelizzazione dei popoli ha assunto il nome attuale.

## Cronotassi dei vescovi
Si omettono i periodi di sede vacante non superiori ai 2 anni o non storicamente accertati.
- Alain Sauveur Ferdinand van Gaver, M.E.P. † (22 marzo 1965 - 30 maggio 1977 dimesso)
- Joachim Phayao Manisap  † (30 maggio 1977 - 30 novembre 2006 ritirato)
- Joseph Chusak Sirisut, dal 30 novembre 2006

## Statistiche
La diocesi nel 2021 su una popolazione d 5.339.355 persone contava 6.856 battezzati, corrispondenti allo 0,1% del totale.
| anno | popolazione | popolazione | popolazione | presbiteri | presbiteri | presbiteri | presbiteri                | diaconi | religiosi | religiosi | parrocchie |
| anno | battezzati  | totale      | %           | numero     | secolari   | regolari   | battezzati per presbitero | diaconi | uomini    | donne     | parrocchie |
| ---- | ----------- | ----------- | ----------- | ---------- | ---------- | ---------- | ------------------------- | ------- | --------- | --------- | ---------- |
| 1970 | 2.976       | 2.445.414   | 0,1         | 10         |            | 10         | 297                       |         | 14        | 12        |            |
| 1980 | 4.395       | 3.671.000   | 0,1         | 15         | 5          | 10         | 293                       |         | 13        | 26        |            |
| 1990 | 5.211       | 4.631.000   | 0,1         | 19         | 19         |            | 274                       |         | 4         | 36        | 36         |
| 1999 | 5.332       | 5.050.570   | 0,1         | 25         | 22         | 3          | 213                       |         | 7         | 38        | 36         |
| 2000 | 5.391       | 5.120.520   | 0,1         | 26         | 22         | 4          | 207                       |         | 8         | 38        | 26         |
| 2001 | 5.204       | 5.168.436   | 0,1         | 25         | 22         | 3          | 208                       |         | 3         | 34        | 26         |
| 2002 | 5.284       | 5.168.436   | 0,1         | 26         | 23         | 3          | 203                       |         | 6         | 33        | 28         |
| 2003 | 5.258       | 5.180.465   | 0,1         | 26         | 23         | 3          | 202                       |         | 6         | 32        | 28         |
| 2004 | 5.464       | 5.198.400   | 0,1         | 24         | 21         | 3          | 227                       |         | 6         | 32        | 28         |
| 2013 | 6.205       | 5.449.468   | 0,1         | 29         | 24         | 5          | 213                       |         | 8         | 28        | 34         |
| 2016 | 6.767       | 5.352.914   | 0,1         | 30         | 27         | 3          | 225                       |         | 6         | 29        | 34         |
| 2019 | 6.564       | 5.310.006   | 0,1         | 37         | 31         | 6          | 177                       |         | 9         | 30        | 35         |
| 2021 | 6.856       | 5.339.355   | 0,1         | 33         | 27         | 6          | 207                       |         | 10        | 30        | 35         |